# 李昊桐
李昊桐（1995年8月3日—），出生于湖南汨罗，中国职业高尔夫球运动员。

## 生平
李昊桐的父亲是一位高尔夫球爱好者，他也因此走上了高尔夫之路。2011年，他步入职业赛场。
2014年9月至11月间，李昊桐分别在美巡中国赛的建业·天筑河南公开赛、海南公开赛、港中旅聚豪冠军赛以及同一亚洲巡回赛的南山大师赛上连夺四个冠军，成为了美巡中国赛首个赛季的奖金王。由此，他也成为了首位获得美巡赛次级赛韦伯网巡回赛全卡资格的中国选手。
2016年5月，李昊桐在欧巡赛的沃尔沃中国公开赛上夺得了他自己的首个欧巡赛冠军，同时也成为了中国公开赛史上最年轻的冠军。2017年7月，他在英国公开赛上以单轮63杆、总成绩274杆（-6）的优异表现排名单独第三。这一成绩超过了梁文冲在2010年PGA锦标赛中获得的第八名，创造了中国内地选手在四大满贯赛事中的最佳战绩。